# Sardy-lès-Épiry
Sardy-lès-Épiry é uma comuna francesa na região administrativa de Borgonha-Franco-Condado, no departamento Nièvre. Estende-se por uma área de 15,11 km². Em 2010 a comuna tinha 115 habitantes (densidade: 7,6 hab./km²).